# Sord M5
O Sord M5 foi um computador doméstico japonês lançado em fins de 1982. Possuía um teclado semelhante ao do Sinclair Spectrum, mas com o canto inferior direito de cada tecla cortado.
Apesar de suas características interessantes (que lembravam as da linha MSX), fora do mercado japonês o Sord M5 só chegou a ter boas vendas na Tchecoslováquia (pela simples razão de ter sido o primeiro computador doméstico vendido em lojas). Em fins de 1983, o M5 recebeu a companhia dos modelos M5 Pro e M5 Jr.

## Características
- Memória:
  - ROM: 8 KiB — 28 KiB
  - RAM: 4/36 KiB
  - VRAM: 16 KiB
- Teclado: teclado chiclete, 55 teclas
- Display: coprocessador TMS 9929, 16 cores, 32 sprites
  - 40 x 24 (texto)
  - 32 x 24 (semi-gráfico)
  - 64 x 48 (gráfico de baixa resolução)
  - 256 x 192 (gráfico de alta resolução)
- Som: coprocessador SN76489AN, 3 vozes, 7 oitavas, ruído branco
- Expansão: slot para cartucho
- Portas:
  - 1 saída de áudio
  - 1 porta Centronics
  - 1 saída para monitor de vídeo
  - 1 saída para televisor
  - 2 conectores de joystick
  - Interface de cassete
- Armazenamento:
  - Fita magnética (2000 bauds)
  - Drive de 5" 1/4 (opcional)